# 帕特·史朵芮
帕特·史朵芮主教（英語：Pat Storey；1960年3月30日—）為愛爾蘭聖公宗首位女性主教。她於2004年就任北愛爾蘭倫敦德里郡的聖奧古斯丁牧區的教長，2013年12月被任命位於愛爾蘭共和國的密特與基達爾教區主教（Bishop of Meath and Kildare）。

## 經歷
帕特·史朵芮生於北愛爾蘭貝爾法斯特，曾在都柏林三一學院主修法文及英文。在接受神職訓練前她擔任過醫師的接待員及體重管理師。
她在愛爾蘭教會神學院接受神職訓練。並於1977年受任為執事，在隔年晉鐸為牧師。她曾經在愛爾蘭教會的青年團體服務。2004年時她獲任奧古斯丁牧區的教長，這也是她獲派為主教前的最高職位。
她與夫婿厄爾·史朵芮牧師有兩個成年的孩子。